# Сервийска епархия (Римокатолическа църква)
 Тази статия е за римокатолическата титулярна епархия.  За историческата и православната вижте Сервийска и Кожанска епархия.  
Сервийската епархия (на латински: Dioecesis Serbiensis) е титулярна епископия на Римокатолическата църква с номинално седалище в македонското селище Сервия, Гърция. Епархията е подчинена на Солунската архиепископия. Като титулярна епископия е установена в 1933 година под името Serbiensis. Йоан, епископ на Сервия е споменат в Авиньон на 30 април 1332 година.